# Atherigona tau
Atherigona tau är en tvåvingeart som beskrevs av Adrian C. Pont 1981. Atherigona tau ingår i släktet Atherigona och familjen husflugor.
Artens utbredningsområde är Filippinerna. Inga underarter finns listade i Catalogue of Life.